# Adam Egypt Mortimer
Adam Egypt Mortimer és un director, escriptor de còmics i productor nord-americà conegut per dirigir Daniel Isn't Real i Archenemy.

## Biografia
Mortimer és de Boston i es va graduar a la Universitat de Colúmbia el 1995 com a anglès. Va ser músic abans de decidir-se a entrar cinema. Va començar la seva carrera cinematogràfica dirigint vídeos musicals, promocions i anuncis publicitaris per a grans empreses, inclosa una sèrie documental encarregada per Sprite anomenat Jerk All-Stars.
Mortimer va estar breument a l'escena del còmic coescrivint una sèrie de 5 números anomenada BALLISTIC amb l'il·lustrador de còmics Darick Robertson el 2013.
El 2015, va fer el seu debut com a director amb la pel·lícula de terror Some Kind of Hate. Va dirigir un segment de la pel·lícula de terror d'antologia del 2016 Holidays.
Va coescriure i dirigir la pel·lícula Daniel Isn't Real", que es va estrenar a South by Southwest el 29 de març de 2019. La pel·lícula va rebre ressenyes generalment favorables de la crítica.
La pel·lícula més recent de Mortimer, Archenemy', es va estrenar el 2020.

## Filmografia
| Any  | Pel·lícula        | Crèdit                                    | Notes                                        |
| ---- | ----------------- | ----------------------------------------- | -------------------------------------------- |
| 2015 | Some Kind of Hate | Director, productor, escrit per           | Coescrit amb Brian DeLeeuw                   |
| 2016 | Holidays          | Director, productor                       | Segment "New Year's Eve"                     |
| 2016 | Beyond the Gates  | Agraïments                                |                                              |
| 2017 | Sequence Break    | Productor executiu, agraïment especial    |                                              |
| 2019 | Daniel Isn't Real | Director, productor, guió de              | Coescrita amb Brian Deleeuw                  |
| 2019 | Scare Package     | Agraïment molt especial                   |                                              |
| 2020 | Archenemy         | Director, productor, guió de, història de | Va coescriure la història amb Lucas Passmore |
| 2021 | No Man of God     | Els cineastes volen donar les gràcies     |                                              |

## Premis i nominacions
Mortimer va ser nominat a dos Fangoria Chainsaw Awards el 2020 i el 2016, respectivament, a la categoria "Millor estrena limitada". Va guanyar el premi al millor director per Daniel Isn't Real al Festival de Cinema de Terror de Brooklyn del 2019. També va guanyar el premi a la millor elecció de director al Festival Internacional de Cinema Fantàstic de Bucheon de 2019.